# Ronielson da Silva Barbosa
Ronielson da Silva Barbosa (* 11. Mai 1995 in Magalhães Barata, Pará), auch bekannt als Rony, ist ein brasilianischer Fußballspieler.

## Karriere
Rony begann seine Profilaufbahn 2014 bei Clube do Remo. 2015 wechselte er zum Erstligisten Cruzeiro EC nach Belo Horizonte. 2016 wurde er an den Zweitligisten Náutico Capibaribe ausgeliehen. Für Náutico bestritt er 35 Zweitligaspiele und schoss dabei 11 Tore. 2017 wurde er an den japanischen Erstligisten Albirex Niigata ausgeliehen. 2018 kehrte er nach Brasilien zurück. Hier unterschrieb er einen Vertrag beim Erstligisten Athletico Paranaense. Für dem Verein bestritt er 45 Erstligaspiele und schoss dabei neun Tore. 2019 gewann er mit dem Verein den Copa do Brasil. 2020 wechselte er zur SE Palmeiras nach São Paulo. Für Palmeiras bestritt er 146 Erstligaspiele und schoss dabei 30 Tore. 2020 gewann er mit dem Verein den Copa do Brasil. Mit dem Verein wurde er 2022 und 2023 brasilianischer Meister. 2025 wechselte er zu Atlético Mineiro. 

## Erfolge
Athletico Paranaense
- Brasilianischer Pokalsieger: 2019

Palmeiras
- Copa Libertadores: 2021
- Brasilianischer Meister: 2022, 2023
- Brasilianischer Pokalsieger: 2020